# Conseil régional d'Île-de-France
Cet article concerne l'assemblée délibérante. Pour l'organe consultatif des jeunes franciliens, voir Conseil régional des jeunes d'Île-de-France.
Mandature 2021-2028
Siège du conseil régional d'Île-de-France
Le conseil régional d'Île-de-France est l'assemblée délibérante de la région française d'Île-de-France. Le conseil régional est composé de 209 conseillers régionaux élus pour 6 ans et est présidé depuis le 18 décembre 2015 par Valérie Pécresse (LR).
Il siégeait à Paris au 33 rue Barbet-de-Jouy dans le 7e arrondissement, avant de se déplacer en 2018 au 2 rue Simone-Veil dans le quartier des Docks de Saint-Ouen aux portes de Paris, en Seine-Saint-Denis. Le nouvel hémicycle des débats a été construit à l'initiative de la région. 
Le conseil régional des jeunes d'Île-de-France (CRJ), créé en 2004 par le conseil régional, est son organe de consultation et de proposition composé de 128 jeunes franciliens.

## Finances
| Millions d'euros           | 2015 | 2017 | 2018 | 2019 | 2023 | 2024 |
| -------------------------- | ---- | ---- | ---- | ---- | ---- | ---- |
| Recettes hors emprunts     | 4094 | 4174 | 4305 | 4541 | 4626 | 4885 |
| Emprunts                   | 856  | 530  | 600  | 200  | 853  | 939  |
| Dépenses de fonctionnement | 2794 | 2636 | 2553 | 2543 | 2839 | 2953 |
| Dépenses d'investissement  | 2155 | 2150 | 2108 | 2235 | 2641 | 2870 |
| Encours de dette           | 5507 |      | 5660 | 5384 | 6346 | 6326 |

## Liste des présidents du conseil régional
| Période | Période                       | Identité                         | Étiquette | Qualité |
| ------- | ----------------------------- | -------------------------------- | --------- | --- |
| 1976    | 1988                          | Michel Giraud (1929-2011)        | RPR       | Professeur de lettres Sénateur du Val-de-Marne (1977 → 1988) Maire du Perreux-sur-Marne (1971 → 1992)                      |
| 1988    | 1992                          | Pierre-Charles Krieg (1922-1998) | RPR       | Avocat Maire du 4e arrondissement de Paris (1983 → 1997)                                                                   |
| 1992    | 1998                          | Michel Giraud (1929-2011)        | RPR       | Professeur de lettres Ministre (1993 → 1995) Député du Val-de-Marne (1995 → 2002) Maire du Perreux-sur-Marne (1971 → 1992) |
| 1998    | 2015                          | Jean-Paul Huchon (1946- )        | PS        | Administrateur civil Maire de Conflans-Sainte-Honorine (1994 → 2001)                                                       |
| 2015    | En cours (au 30 octobre 2024) | Valérie Pécresse (1967- )        | LR-SL     | Maître des requêtes au Conseil d'État Ministre (2007 → 2012) Députée des Yvelines (2002 → 2007 et 2012 → 2016)             |

## Composition actuelle

### Assemblée
| Présidente du conseil régional d'Île-de-France |       |          |      |                                            |                                      |
| Valérie Pécresse (LR-Soyons libres)            |       |          |      |                                            |                                      |
| Parti                                          | Sigle | Sigle    | Élus | Groupe                                     | Président                            |
| Majorité (125 sièges)                          |       |          |      |                                            |                                      |
| Les Républicains                               |       | LR       | 59   | Île-de-France rassemblée                   | Florence Portelli (LR-Soyons libres) |
| Divers droite                                  |       | DVD      | 14   | Île-de-France rassemblée                   | Florence Portelli (LR-Soyons libres) |
| Les Républicains-Soyons libres                 |       | LR-SL    | 11   | Île-de-France rassemblée                   | Florence Portelli (LR-Soyons libres) |
| Mouvement démocrate                            |       | MoDem    | 8    | Île-de-France rassemblée                   | Florence Portelli (LR-Soyons libres) |
| Parti radical                                  |       | PRV      | 2    | Île-de-France rassemblée                   | Florence Portelli (LR-Soyons libres) |
| Agir                                           |       | Agir     | 2    | Île-de-France rassemblée                   | Florence Portelli (LR-Soyons libres) |
| Horizons                                       |       | Horizons | 2    | Île-de-France rassemblée                   | Florence Portelli (LR-Soyons libres) |
| Les Centristes                                 |       | LC       | 1    | Île-de-France rassemblée                   | Florence Portelli (LR-Soyons libres) |
| Union des centristes et des écologistes        |       | UCE      | 1    | Île-de-France rassemblée                   | Florence Portelli (LR-Soyons libres) |
| Mouvement écologiste indépendant               |       | MEI      | 1    | Île-de-France rassemblée                   | Florence Portelli (LR-Soyons libres) |
| La France Vraiment                             |       | LFV      | 1    | Île-de-France rassemblée                   | Florence Portelli (LR-Soyons libres) |
| Union des démocrates et indépendants           |       | UDI      | 23   | Union des démocrates et indépendants       | Jean-François Vigier (UDI)           |
| Opposition (84 sièges)                         |       |          |      |                                            |                                      |
| Europe Écologie Les Verts                      |       | EÉLV     | 11   | Pôle écologiste                            | Kader Chibane (EÉLV)                 |
| Génération.s                                   |       | G·s      | 5    | Pôle écologiste                            | Kader Chibane (EÉLV)                 |
| Cap écologie                                   |       | CÉ       | 1    | Pôle écologiste                            | Kader Chibane (EÉLV)                 |
| Génération écologie                            |       | GÉ       | 1    | Pôle écologiste                            | Kader Chibane (EÉLV)                 |
| Parti socialiste                               |       | PS       | 16   | Groupe Socialiste, Écologiste et Radical   | Jonathan Kienzlen (PS)               |
| Parti radical de gauche                        |       | PRG      | 1    | Groupe Socialiste, Écologiste et Radical   | Jonathan Kienzlen (PS)               |
| Divers gauche                                  |       | DVG      | 1    | Groupe Socialiste, Écologiste et Radical   | Jonathan Kienzlen (PS)               |
| Les Écolos solidaires                          |       | LES      | 1    | Groupe Socialiste, Écologiste et Radical   | Jonathan Kienzlen (PS)               |
| Rassemblement national                         |       | RN       | 15   | Rassemblement national Île-de-France       | ? (RN)                               |
| L'Avenir français                              |       | LAF      | 1    | Rassemblement national Île-de-France       | ? (RN)                               |
| La République en marche                        |       | LREM     | 9    | Majorité présidentielle                    | Laurent Saint-Martin (LREM)          |
| Mouvement démocrate                            |       | MoDem    | 4    | Majorité présidentielle                    | Laurent Saint-Martin (LREM)          |
| Territoires de progrès                         |       | TdP      | 1    | Majorité présidentielle                    | Laurent Saint-Martin (LREM)          |
| Agir                                           |       | Agir     | 1    | Majorité présidentielle                    | Laurent Saint-Martin (LREM)          |
| La France insoumise                            |       | LFI      | 8    | La France insoumise et apparentés          | Vianney Orjebin (LFI)                |
| Parti animaliste                               |       | PA       | 1    | La France insoumise et apparentés          | Vianney Orjebin (LFI)                |
| Parti communiste français                      |       | PCF      | 7    | Gauche communiste, écologiste et citoyenne | Céline Malaisé (PCF)                 |

### Vice-présidences
Le nouvel exécutif formé en 2021 compte, outre la présidente, quinze vice-présidents :
| Ordre | Identité                     | Identité | Étiquette        | Circonscription départementale | Charge(s) | Autre mandat                                                                              |
| ----- | ---------------------------- | -------- | ---------------- | ------------------------------ | --- | ----------------------------------------------------------------------------------------- |
| 1er   | Jean-Didier Berger           |          | LR-Soyons libres | Hauts-de-Seine                 | Finances, Évaluation des politiques publiques et Fonds européens.                                               | Maire de Clamart Président de l'Établissement public territorial Vallée Sud - Grand Paris |
| 2e    | Othman Nasrou                |          | LR-Soyons libres | Yvelines                       | Jeunesse, Promesse républicaine, Orientation et insertion professionnelle, Enseignement supérieur et Recherche. |                                                                                           |
| 3e    | Alexandra Dublanche          |          | LR               | Yvelines                       | Relance, Attractivité, Développement économique et Innovation.                                                  | Adjointe au maire de Sartrouville                                                         |
| 4e    | Jean-Philippe Dugoin-Clément |          | UDI              | Essonne                        | Logement, Aménagement durable du territoire et SDRIF-E.                                                         | Maire de Mennecy                                                                          |
| 5e    | Marie-Carole Ciuntu          |          | LR-Soyons libres | Val-de-Marne                   | Administration générale, Dialogue social et Transformation digitale.                                            | Maire de Sucy-en-Brie                                                                     |
| 6e    | Patrick Karam                |          | LR               | Paris                          | Sports, JOP, Loisirs, Citoyenneté, Politique de la ville et Vie associative.                                    |                                                                                           |
| 7e    | Farida Adlani                |          | MoDem            | Seine-Saint-Denis              | Solidarités, Santé et Famille.                                                                                  | Maire Adjointe de Villepinte                                                              |
| 8e    | Yann Wehrling                |          | MoDem            | Paris                          | Transition écologique, Climat et Biodiversité.                                                                  |                                                                                           |
| 9e    | Florence Portelli            |          | LR-Soyons libres | Val-d'Oise                     | Culture, Patrimoine et Création.                                                                                | Maire de Taverny                                                                          |
| 10e   | Frédéric Péchenard           |          | LR               | Paris                          | Sécurité et Aide aux victimes.                                                                                  | Conseiller de Paris                                                                       |
| 11e   | Sylvie Mariaud               |          | UDI              | Hauts-de-Seine                 | Économie sociale et solidaire et Achats responsables.                                                           | Adjointe au maire de Bois-Colombes                                                        |
| 12e   | Stéphane Beaudet             |          | DVD              | Essonne                        | Transports. | Maire d'Évry-Courcouronnes                                                                |
| 13e   | Valérie Lacroute             |          | LR               | Seine-et-Marne                 | Agriculture et Alimentation.                                                                                    | Maire de Nemours                                                                          |
| 14e   | James Chéron                 |          | UDI              | Seine-et-Marne                 | Lycées. | Maire de Montereau-Fault-Yonne                                                            |
| 15e   | Marie-Dominique Aeschlimann  |          | LR               | Hauts de Seine                 | Emploi et Formation professionnelle.                                                                            | Adjointe au maire de Asnières-sur-Seine                                                   |

Valérie Pécresse nomme également dix-neuf délégués spéciaux chargés de « dossiers stratégiques » :

## Composition antérieure
|         |       |
| 0 / 197 | (0 %) |
|         |       |

|         |       |
| 0 / 209 | (0 %) |
|         |       |

|         |         |
| 3 / 209 | (1,4 %) |
|         |         |

|         |       |
| 0 / 209 | (0 %) |
|         |       |

|         |       |
| 0 / 209 | (0 %) |
|         |       |

|         |       |
| 0 / 209 | (0 %) |
|         |       |

|         |       |
| 0 / 209 | (0 %) |
|         |       |

|          |          |
| 85 / 197 | (43,1 %) |
|          |          |

|          |          |
| 50 / 209 | (23,9 %) |
|          |          |

|          |          |
| 86 / 209 | (41,1 %) |
|          |          |

|           |          |
| 130 / 209 | (62,2 %) |
|           |          |

|           |          |
| 142 / 209 | (67,9 %) |
|           |          |

|          |          |
| 66 / 209 | (31,6 %) |
|          |          |

|          |          |
| 53 / 209 | (25,4 %) |
|          |          |

|          |          |
| 37 / 209 | (17,7 %) |
|          |          |

|         |       |
| 0 / 197 | (0 %) |
|         |       |

|         |       |
| 0 / 209 | (0 %) |
|         |       |

|         |       |
| 0 / 209 | (0 %) |
|         |       |

|         |       |
| 0 / 209 | (0 %) |
|         |       |

|         |       |
| 0 / 209 | (0 %) |
|         |       |

|         |       |
| 0 / 209 | (0 %) |
|         |       |

|          |         |
| 15 / 209 | (7,2 %) |
|          |         |

|          |          |
| 89 / 197 | (45,2 %) |
|          |          |

|          |          |
| 85 / 209 | (40,7 %) |
|          |          |

|          |          |
| 79 / 209 | (37,8 %) |
|          |          |

|          |          |
| 64 / 209 | (30,6 %) |
|          |          |

|          |          |
| 67 / 209 | (32,1 %) |
|          |          |

|           |          |
| 121 / 209 | (57,9 %) |
|           |          |

|           |          |
| 125 / 209 | (59,8 %) |
|           |          |

|          |          |
| 23 / 197 | (11,7 %) |
|          |          |

|          |          |
| 37 / 209 | (17,7 %) |
|          |          |

|          |          |
| 36 / 209 | (17,2 %) |
|          |          |

|          |         |
| 15 / 209 | (7,2 %) |
|          |         |

|         |       |
| 0 / 209 | (0 %) |
|         |       |

|          |          |
| 22 / 209 | (10,5 %) |
|          |          |

|          |         |
| 16 / 209 | (7,7 %) |
|          |         |

### 2004-2010

#### Conseillers régionaux
Au 3 octobre 2009, les 209 sièges étaient répartis comme suit entre les listes :
- Gauche : 132 élus
  - PS et apparentés (PS): 60 élus, groupe présidé par Jean-Paul Planchou.
  - Les Verts : 28 élus, groupe présidé par Jean-Vincent Placé.
  - Communiste, Alternative citoyenne Républicain et Parti de Gauche (CACRPG) : 27 élus, groupe présidé par Gabriel Massou.
  - Radicaux de Gauche (RAGEAP) et Aujourd'hui, autrement (Élus apparentés): 9 élus, groupe présidé par Jean Levain.
  - Républicain, radical et citoyen (2RC): 8 élus, groupe présidé par Guillaume Vuilletet.

- Centre : 17 élus
  - Démocrate et centriste : 17 élus, groupe présidé par Bernard Lehideux.

- Droite et centre-droit : 45 élus
  - UMP : 37 élus, groupe présidé par Roger Karoutchi.
  - Centre et apparentés : 8 élus, groupe présidé par Laurent Lafon.

- Extrême-droite : 15 élus
  - Front national (FN) : 9 élus, groupe présidé par Marine Le Pen jusqu'en février 2009 puis par Marie-Christine Arnautu[4].
  - Nationaux et indépendants (ex-FN) : 6 élus, groupe présidé par Martine Lehideux.

#### Exécutif
- Président : Jean-Paul Huchon (PS)
- Première vice-présidente, chargée des finances et du contrat de plan : Marie-Pierre de La Gontrie (PS)
- Deuxième vice-présidente, chargée du développement social, de l’économie Solidaire, de la santé et du handicap : Francine Bavay (Verts)
- Troisième vice-président, chargé de la culture, des nouvelles technologies de l’information et de la communication : Francis Parny (PCF)
- Quatrième vice-président, chargé des transports et de la circulation : Serge Méry (PS)
- Cinquième vice-président, chargé de l’environnement, du développement durable et de l’éco Région : Michel Vampouille (Verts)
- Sixième vice-présidente, chargée de la démocratie régionale : Claire Villiers (Alternative citoyenne)
- Septième vice-président, chargé de la politique de la ville, de la sécurité et de la jeunesse : Julien Dray (PS)
- Huitième vice-présidente, chargée de l’aménagement du territoire, de l’égalité territoriale, des contrats régionaux et ruraux : Mireille Ferri (Verts)
- Neuvième vice-président, chargé du logement et de l’action foncière : Jean-Luc Laurent (MRC)
- Dixième vice-président, chargé de la formation professionnelle, du développement économique et de l’emploi : Daniel Brunel (PCF)
- Onzième vice-président, chargé de l’enseignement supérieur, de la recherche, de l’innovation scientifique et technique : Marc Lipinski (Verts)
- Douzième vice-présidente, chargée de l’administration générale, du personnel et des marchés publics : Michèle Sabban (PS)
- Treizième vice-présidente, chargée des lycées et de l’éducation : Élisabeth Gourevitch (PS)
- Quatorzième vice-présidente, chargée des sports, des loisirs et du tourisme : Marie Richard (PS)
- Quinzième vice-présidente, chargée de l’action internationale et européenne : Emmanuel Maurel (PS)

### 2010-2015

#### Conseillers régionaux
Au 7 avril 2013, et jusqu'à la fin de la mandature, la composition du conseil régional de 209 membres est la suivante :
- Socialiste, Républicain et apparentés (PS) : 64 élus, groupe présidé par Gilles-Maurice Bellaïche.
- Union pour un mouvement populaire (UMP) : 51 élus, groupe présidé par Valérie Pécresse.
- Europe Écologie Les Verts (EELV) : 51 élus[5], groupe présidé par Mounir Satouri.
- Front de gauche, PCF-GU-AC (FdG) : 15 élus, groupe présidé par Gabriel Massou.
- Union des démocrates et indépendants : 17 élus, groupe présidé par Laurent Lafon.
- PRG et MUP[6] (PRG - MUP) : 6 élus (4 PRG et 2 MUP), groupe présidé par Muriel Guenoux.
- Front de gauche et Alternatifs (FdG et A) : 5 élus (4 PG et un Alt), groupe présidé par Pascale Le Néouannic.

Les formations membres de la majorité régionale, de gauche (PS, EELV, FdG, PRG et MUP, FdG et A), comptent 141 sièges contre 68 à l'opposition de droite et du centre (UMP, UDI).

#### Exécutif
- Président[7] : Jean-Paul Huchon (PS)
- 1re vice-présidente chargée des finances et de la contractualisation : Marie-Pierre de La Gontrie (PS)
- 2e vice-président chargé des transports et des mobilités : Pierre Serne (EELV)
- 3e vice-président chargé du développement économique, de l'emploi, des nouvelles technologies de l'information et de la communication, du tourisme, de l'innovation et de l'économie sociale et solidaire : Jean-Paul Planchou (PS)
- 4e vice-présidente chargée de l'environnement, de l'agriculture et de l'énergie : Corinne Rufet (Europe Écologie) précédée avant 2013 par Hélène Gassin (EELV)
- 5e vice-président chargé de la culture : Julien Dray (PS)
- 6e vice-présidente chargée du personnel, de l'administration générale et des marchés publics : Michèle Sabban (PS) puis Corinne Bord (PS, à partir de 2014)
- 7e vice-présidente chargée de l'action sociale, des formations sanitaires et sociales, de la santé et du handicap : Laure Lechatellier (Europe Écologie)
- 8e vice-présidente chargée du logement, de l'habitat, du renouvellement urbain et de l'action foncière : Emmanuelle Cosse (Europe Écologie)
- 9e vice-président chargé de la formation professionnelle, de l'apprentissage et de l'alternance : Emmanuel Maurel (PS) puis Hella Kribi-Romdhane[8] (PS, à partir de décembre 2014)
- 10e vice-président chargé du sport et des loisirs : Francis Parny (PCF)
- 11e vice-présidente chargée des lycées : Henriette Zoughebi (PCF)
- 12e vice-président chargé de la citoyenneté, de la politique de la ville et de la sécurité : Abdelhak Kachouri (PS)
- 13e vice-présidente chargée de l'enseignement supérieur et de la recherche : Isabelle This Saint-Jean (app. PS)
- 14e vice-président chargé de l'aménagement du territoire, de la coopération inter-régionale et des contrats ruraux : Alain Amédro (Verts)
- 15e vice-président chargé des affaires internationales et européennes : Roberto Romero (PS)
- Délégué spécial auprès du président sur le Grand Paris et sur la métropole francilienne. Représentant du Président à Paris Métropole : Jean-Luc Laurent (MRC) remplacé en 2013 par Jean-Marc Nicolle (MRC)
- Délégué spécial auprès du président chargé de la responsabilité sociétale et de la modernisation de l’action publique régionale : Eddie Aït (PRG-MUP)

### 2015-2021

#### Conseillers régionaux

Représentation des groupes politiques du conseil régional d’Île-de-France à la suite des élections régionales de décembre 2015.

Après les élections régionales de décembre 2015, et au 18 décembre 2015, la composition du conseil régional de 209 membres est la suivante :
- Les Républicains (LR) : 79 élus (76 en octobre 2017), groupe présidé par Vincent Jeanbrun (à la suite de la démission d'Othman Nasrou en juillet 2020[9], qui avait succédé à Thierry Solère en mai 2017[10]) ;
- Socialiste et apparentés (PS) : 41 élus (puis 24 en octobre 2017), groupe présidé par Nadège Azzaz ;
- Union des démocrates et indépendants (UDI) : 29 élus (28 à la suite du départ de Frédérique Dumas), groupe présidé par Frank Cecconi puis Jean-François Vigier ;
- Front national (FN) : 21 élus (17 en octobre 2017), groupe présidé par Wallerand de Saint-Just ;
- Europe Écologie Les Verts (EELV) : 13 élus, groupe présidé par Emmanuelle Cosse, puis par Mounir Satouri (depuis février 2016). Dissout en octobre 2017 ;
- Alternative Écologiste et Sociale (AES) : 21 élus, groupe présidé par Mounir Satouri[11] (depuis sa formation en octobre 2017 avec 9 ex-PS et 12 membres de l'ex-groupe EELV) ;
- Centre et des Démocrates (MoDem) : 13 élus, groupe présidé par Béatrice Lecouturier ;
- Front de gauche (FdG) : 11 élus (puis 10 en juillet 2017), groupe présidé par Céline Malaisé (PCF) ;
- Radical, Citoyen, Démocrate, Écologiste et Centriste - Le rassemblement (RCDEC) : 5 élus (7 depuis l'arrivée de Frédérique Dumas en mars 2016, puis 9 en octobre 2017), groupe présidé par Eddie Aït (PRG) ;
- Non inscrits : 6 élus en octobre 2017.

Fin 2015, les formations membres de la majorité régionale, de droite (LR) et du centre (UDI, MoDem), comptent 121 sièges contre 66 à l'opposition de gauche (PS, EELV, FdG), et 22 à l'opposition d'extrême droite (FN).

#### Exécutif
Le nouvel exécutif formé en 2015, :
- Présidente : Valérie Pécresse (LR)
- 1er vice-président chargé de l'économie et de l'emploi : Jérôme Chartier (LR)
- 2e vice-présidente chargée de l'écologie et du développement durable : Chantal Jouanno (UDI)
- 3e vice-président chargé des transports : Stéphane Beaudet (LR)
- 4e vice-présidente chargée de la ruralité et de l'agriculture : Anne Chain-Larché (LR)
- 5e vice-président chargé de la sécurité : Frédéric Péchenard (LR)
- 6e vice-présidente chargée des affaires européennes : Stéphanie Von Euw (LR)
- 7e vice-président chargé des finances : Stéphane Salini (UDI-FED)
- 8e vice-présidente chargée de l'éducation et de la culture : Agnès Evren (LR)
- 9e vice-président chargé de l'action internationale et du tourisme : Othman Nasrou (LR)
- 10e vice-présidente chargée de l'action sociale, de la santé et de la famille : Farida Adlani (MoDem)
- 11e vice-président chargé des sports, de la jeunesse et de la vie associative : Patrick Karam (LR)
- 12e vice-présidente chargée de l'enseignement supérieur et de la recherche : Faten Hidri (UDI)
- 13e vice-président chargé du logement et de la politique de la ville : Geoffroy Didier (LR)
- 14e vice-présidente chargée de l'administration générale : Marie-Carole Ciuntu (LR)
- 15e vice-président chargé du Grand Paris et de la Coopération interrégionale : Didier Bariani (UDI-Rad)

Valérie Pécresse nomme également six délégués spéciaux chargés de « dossiers stratégiques » : Pierre Denizot, chargé du handicap ; Pierre-Yves Bournazel, chargé des Jeux olympiques d'été de 2024 ; Laurent Lafon, chargé de l'exposition universelle 2025 ; Béatrice de la Valette, chargée du dialogue social ; Thierry Meignen, chargé du déménagement du siège du conseil régional ; Babette de Rozières, chargée de la Cité de la Gastronomie.
L'exécutif est remanié en octobre 2017 après les élections sénatoriales :
- Présidente : Valérie Pécresse (LR)
- 1er vice-président chargé de la stratégie institutionnelle et des relations internationales : Jérôme Chartier (LR)
- 2e vice-présidente chargée des lycées et de l'administration générale : Marie-Carole Ciuntu (LR)
- 3e vice-président chargé des finances et de l’évaluation des politiques publiques : Stéphane Salini (UDI-FED)
- 4e vice-présidente chargée de la culture, du patrimoine et de la création : Agnès Evren (LR)
- 5e vice-président chargé des transports et des mobilités durables : Stéphane Beaudet (LR puis DVD[16])
- 6e vice-présidente chargée des affaires européennes : Stéphanie Von Euw (LR)
- 7e vice-président chargé de l'attractivité, du logement et de la rénovation urbaine : Geoffroy Didier (LR)
- 8e vice-présidente chargée de l'enseignement supérieur et de la recherche : Faten Hidri (UDI)
- 9e vice-président chargé des sports, des loisirs, de la jeunesse, de la citoyenneté et de la vie associative : Patrick Karam (LR)
- 10e vice-présidente chargée des solidarités, de la santé et de la famille : Farida Adlani (MoDem)
- 11e vice-présidente chargée du développement économique, de l’agriculture et de la ruralité : Alexandra Dublanche (LR)
- 12e vice-président chargé de la sécurité et de l’aide aux victimes : Frédéric Péchenard (LR)
- 13e vice-présidente chargée du dialogue social : Béatrice de Lavalette (UDI)
- 14e vice-président chargé de l'écologie et du développement durable : Jean-Philippe Dugoin-Clément (UDI)
- 15e vice-présidente chargée du tourisme : Hamida Rezeg (UDI)

Il est complété par Vincent Jeanbrun, délégué spécial à l'emploi, la formation professionnelle et l'apprentissage, Anne Cabrit, déléguée spéciale à l'agriculture et la ruralité, Arnaud Richard, délégué spécial à l'économie sociale et solidaire, Babette de Rozières, déléguée spéciale à la Cité de la gastronomie, Pierre Deniziot, délégué spécial au handicap, Charlotte Baelde, déléguée spéciale aux Campus des Métiers et des Qualifications, Thierry Meignen, délégué spécial au déménagement du siège de la Région (de Paris à Saint-Ouen), Marie-Pierre Badré, déléguée spéciale à l'égalité femmes-hommes, David Douillet, délégué spécial aux grands investissements, Manon Laporte, déléguée spéciale à l'éducation artistique et culturelle, Didier Bariani, délégué spécial à la coopération interrégionale, Marie-Christine Dirringer, déléguée spéciale à la Smart Région, Philippe Laurent, délégué spécial à l'Exposition universelle, Sophie Deschiens, déléguée spéciale à l'économie circulaire, Frédéric Valletoux, délégué spécial au commerce et à l'artisanat, Sandrine Lamiré-Burtin, déléguée spéciale à l'Orientation, et Vincent Roger, délégué spécial aux Jeux olympiques et paralympiques.

## Siège
Précédemment situé au 33 rue Barbet-de-Jouy (7e arrondissement) et dans divers bâtiments possédés ou loués dans Paris et la proche banlieue, la décision d'un déménagement dans un siège unique en petite couronne, promis lors de la campagne des régionales de décembre 2015, est actée lors de la séance d'installation de la nouvelle assemblée en janvier 2016. Un processus de sélection abouti en mai 2016 à retenir trois sites potentiels, où le déménagement pourrait se faire rapidement, à Ivry-sur-Seine, Saint-Denis et Saint-Ouen. Le 1er juillet, la présidente de région Valérie Pécresse annonce que le site des anciennes usines de « La Savoisienne » dans le quartier des Docks à Saint-Ouen a été retenu. La première phase du déménagement a lieu début 2018 ; le second bâtiment, comprenant notamment l'hémicycle, est livré en 2019. Ce déménagement pose de nombreux problèmes et est retardé à plusieurs reprises. La première séance plénière du conseil régional à Saint-Ouen se tient finalement en mars 2020.

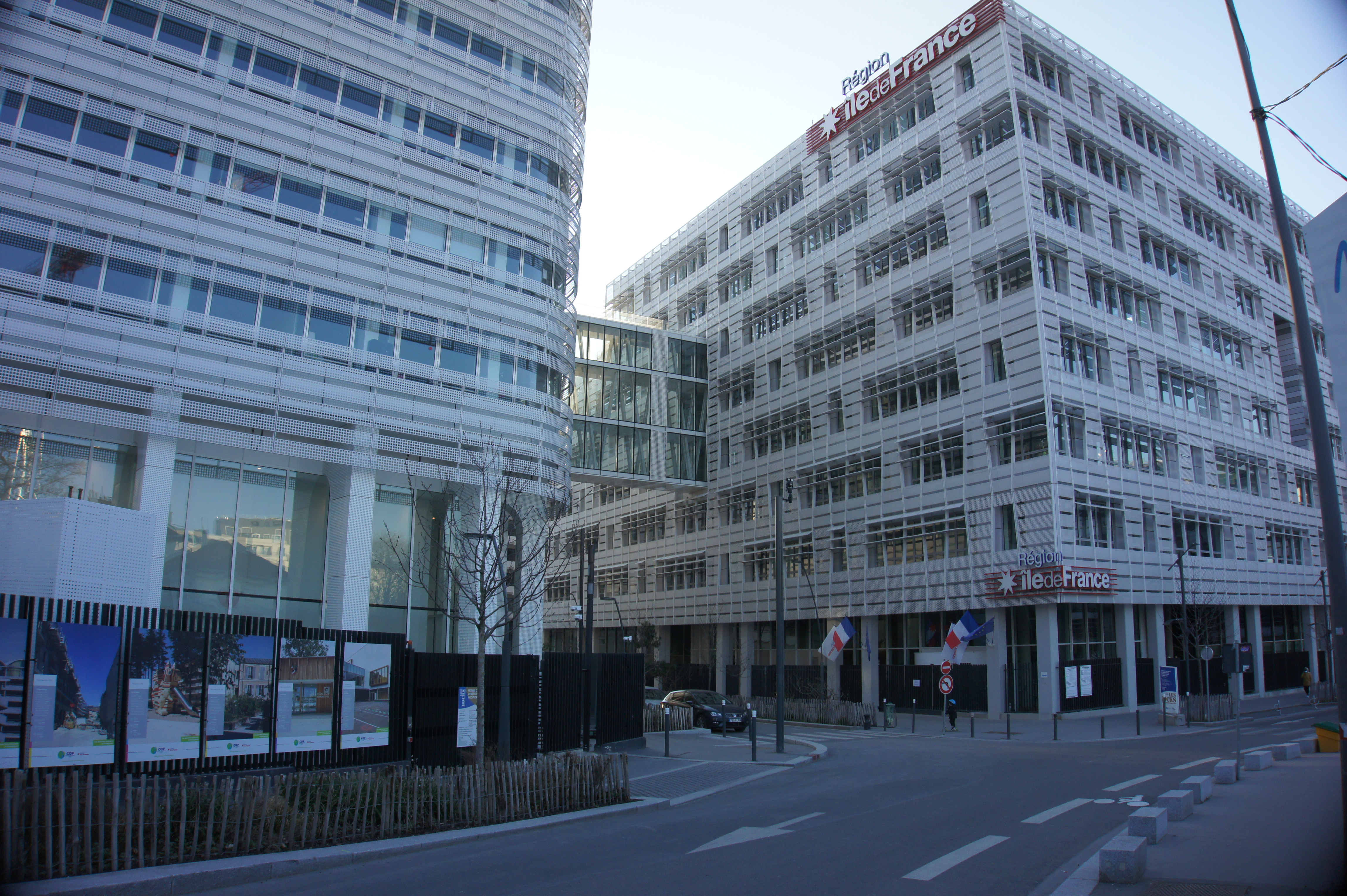
Siège actuel du conseil régional, 2 rue Simone-Veil à Saint-Ouen-sur-Seine.
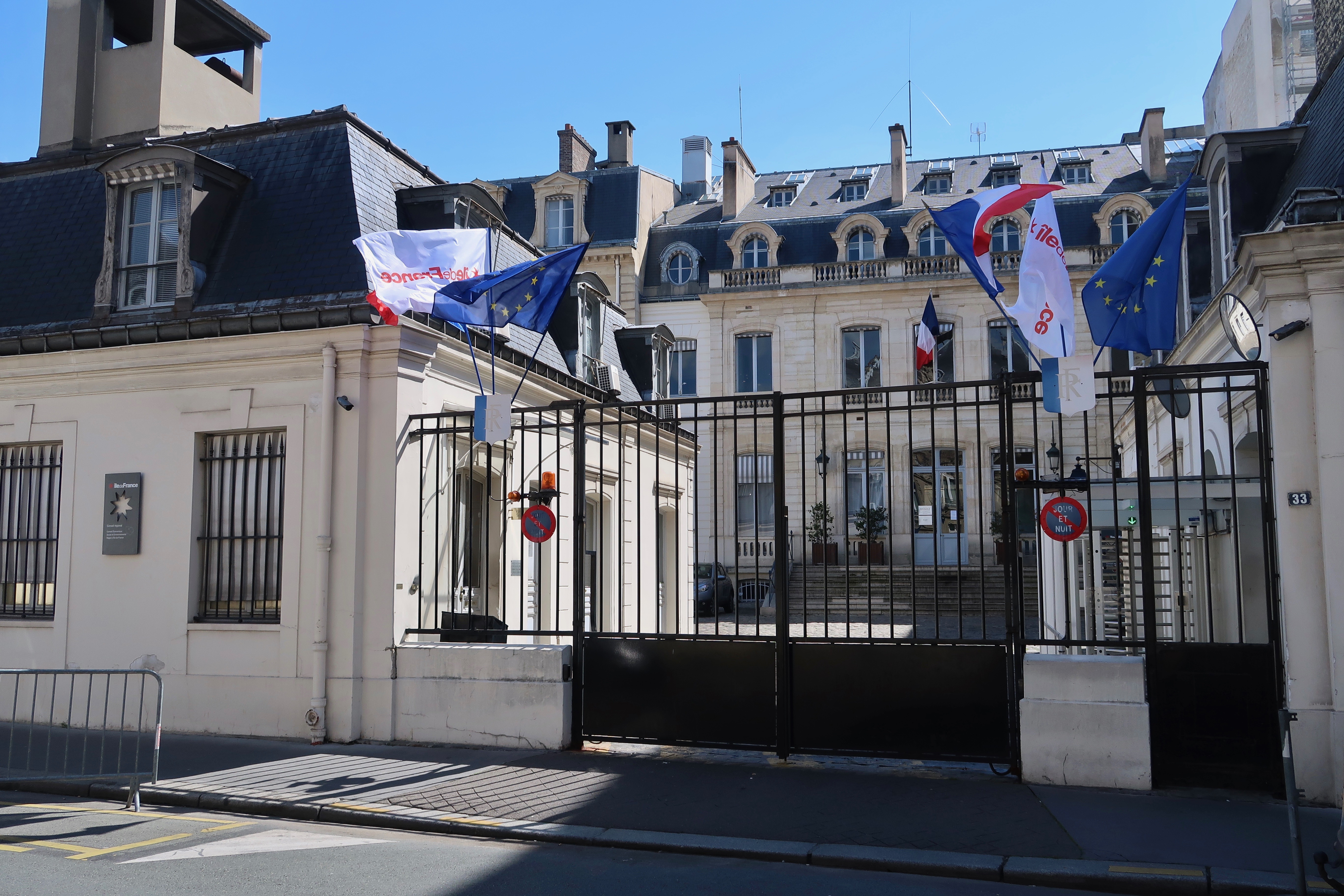
Ancien siège du conseil régional, rue Barbet-de-Jouy.
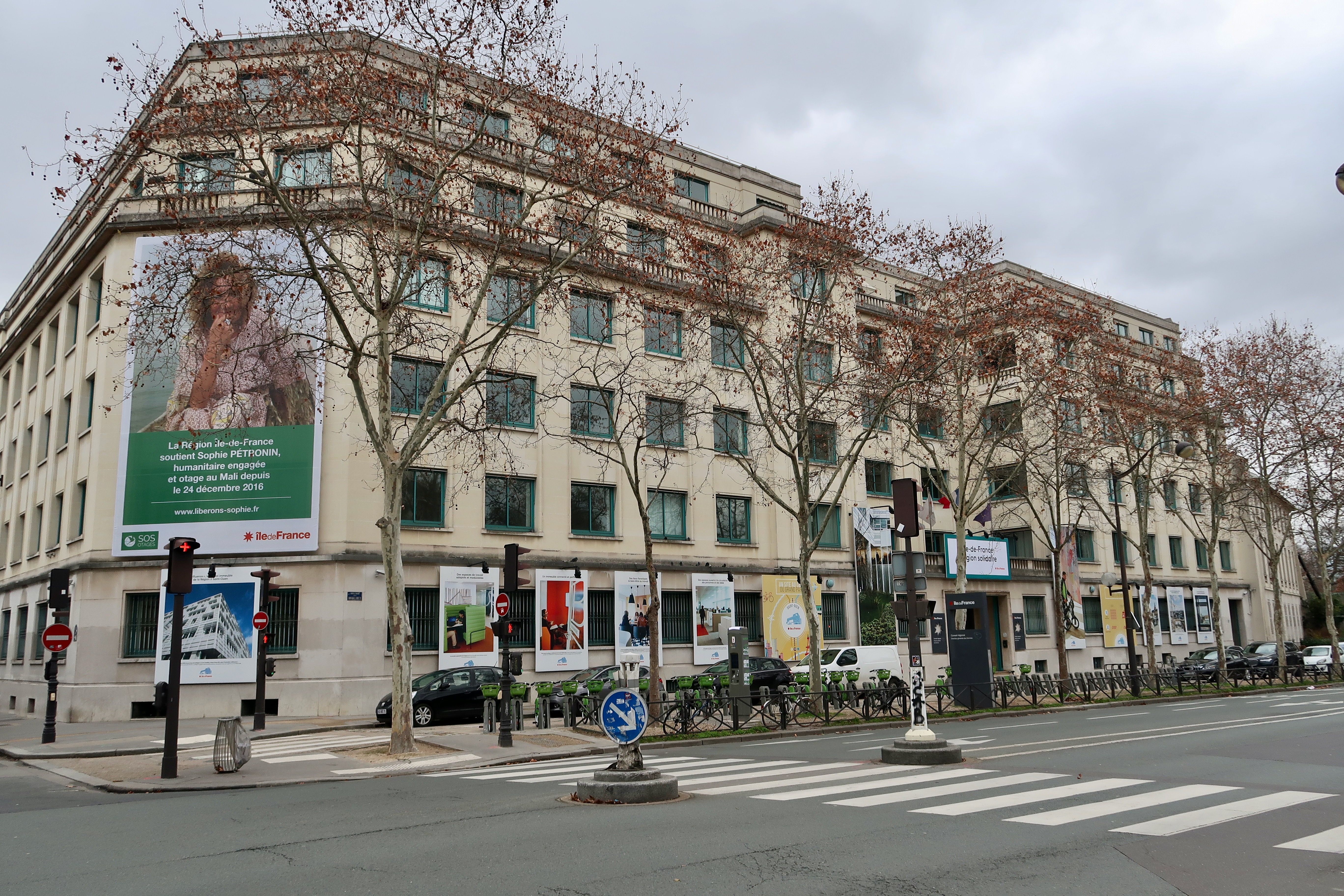
Ancien bâtiment de la Direction des services, 35 boulevard des Invalides.
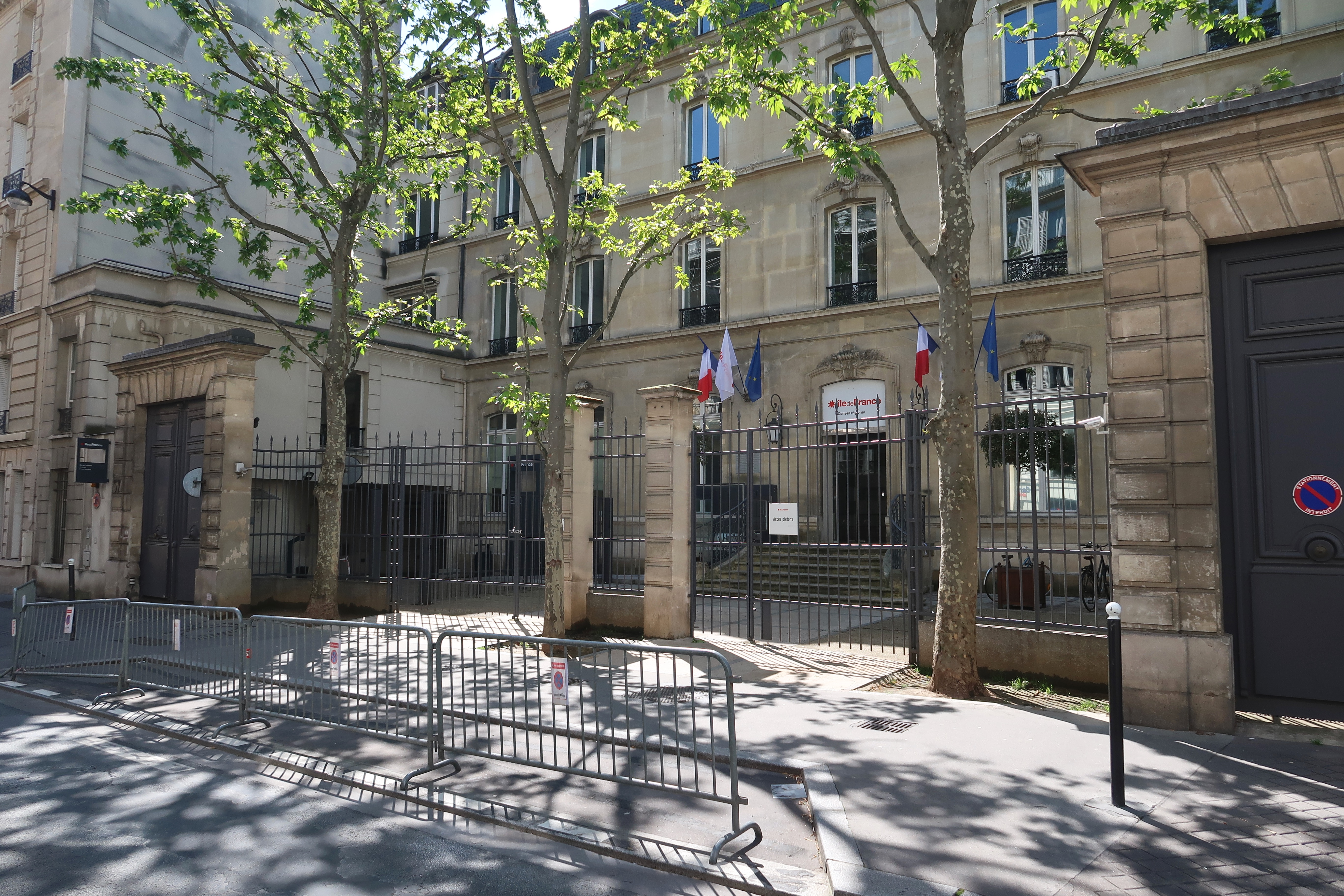
Ancien bâtiment du 57 rue de Babylone.

## Identité visuelle
Depuis 2005, le logo de la région Île-de-France, est composé d'une étoile à huit branches de couleur rouge-orangé accolée au nom de la région en minuscules. Les huit branches de l'étoile, déjà présente sur le précédent logo, symbolisent les huit départements franciliens. La création de ce logo aurait coûté 40 000 euros et le changement de papiers à en-tête qu'il a entraîné plus de 100 000 euros.

Premier logo de l'Île-de-France (1976-2000).
Logo de 2000 à 2005.
Logo de l'Île-de-France de 2005 à 2019.
Logo depuis 2019.

## Écharpe des conseillers régionaux
L’écharpe portées par les conseillers régionaux membres du conseil régional d'Île-de-France est rouge (bande étroite), blanc (bande étroite), bleu, blanc (bande étroite), rouge (bande étroite). Cette écharpe ne se confond pas avec l’« écharpe tricolore ».

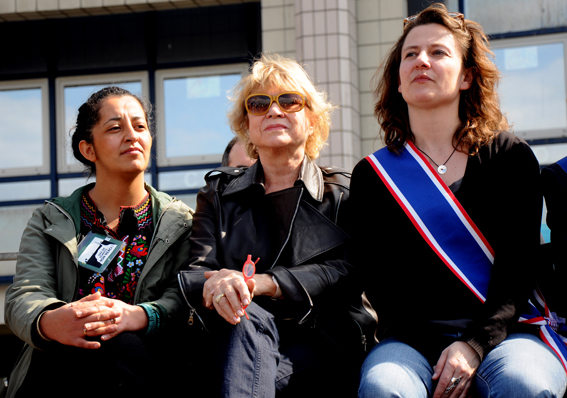
La conseillère régionale Hélène Gassin ceinte de son écharpe (2011).
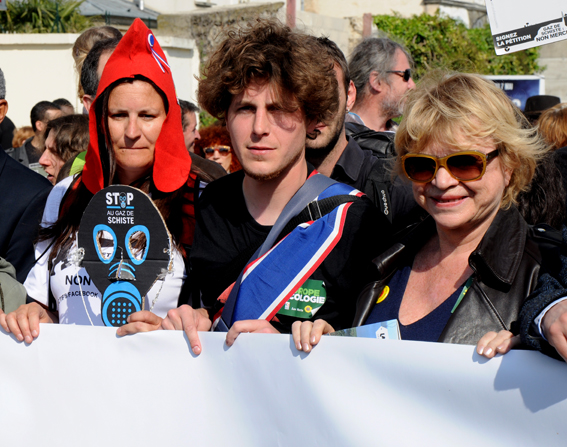
Le conseiller régional Julien Bayou ceint de son écharpe, portée par erreur sur l’épaule gauche (2011).
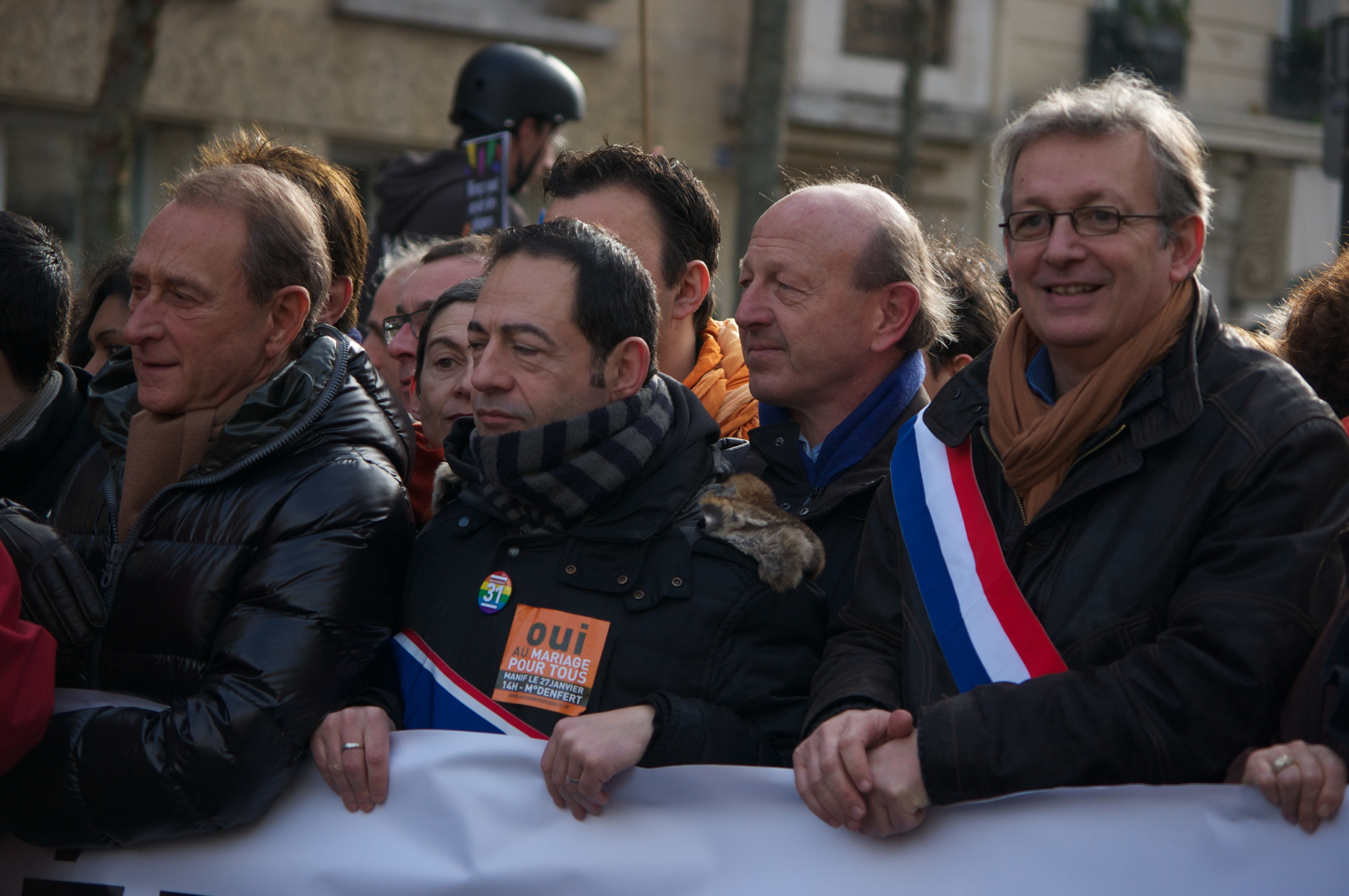
Le conseiller régional Jean-Luc Romero ceint de son écharpe (2013).

## Organismes associés au conseil régional
- Agence des espaces verts de la région d'Île-de-France (AEV)
- ARENE Île-de-France (Agence régionale de l'environnement et des nouvelles énergies)
- Institut d'aménagement et d'urbanisme de la région d'Île-de-France (IAU)
- Île-de-France Mobilités (IdFM)
- Comité régional de tourisme d'Île-de-France (CRT-IDF) et Espace du tourisme d'Île-de-France (ETIF)
- Conseil économique, social et environnemental régional d’Île-de-France (CESER)
- Observatoire régional des déchets d'Île-de-France (ORDIF)
- La Fonderie, agence numérique Île-de-France - anciennement Agence régionale des technologies et de la société de l'Information (ARTESI)
- ARCADI, association culturelle
- Airparif
- Agence Régionale de Développement de Paris Île-de-France
- Association régionale d'information et d'actions musicales (ARIAM) Île-de-France
- L'Atelier, Centre de ressources régional de l'économie sociale et solidaire
- Bruitparif, Observatoire du bruit en Île-de-France
- Centre d'animation et de ressources d'information sur la formation (CARIF) en Île-de-France
- Centre Hubertine Auclert, Centre francilien de ressources pour l'égalité femmes-hommes
- Centre régional de valorisation et d'innovation agricole et alimentaire (CERVIA) Paris Île-de-France[26]
- Le Centre francilien de l’innovation[27], aide au développement des entreprises franciliennes
- Commission du film d'Île-de-France[28]
- Centre régional d'information et de prévention du sida (CRIPS) Île-de-France
- Fonds régional d'art contemporain (FRAC) Île-de-France (Le Plateau)
- Le Motif : observatoire du livre et l'écrit de la région Ile-de-France[29]
- Natureparif, Agence régionale pour la nature et la biodiversité en Île-de-France
- Orchestre national d'Île-de-France
- Le Lieu du design[30]
- Chœur Vittoria chœur musical d'Île-de-France
- Observatoire régional de santé (ORS) d'Île-de-France
- Institut régional de développement du Sport (IRDS)
- Île-de-France Europe, représentation de l'Île-de-France auprès de l'Union européenne[31]
- Établissement public foncier d'Île-de-France

### Conseil régional des jeunes d'Île-de-France
Le conseil régional des jeunes d'Île-de-France (CRJ) est une assemblée créée par le conseil régional d'Île-de-France. Il est composé de 128 conseillers titulaires.
Les conseillers se réunissent en séance plénière dans l'hémicycle du conseil régional 3 fois par an et siègent dans plusieurs commissions :
- Commission Citoyenneté
- Commission Environnement
- Commission Culture
- Commission Santé
- Commission Lutte Contre les Discriminations
- Commission Orientation, Études, Emplois
- Commission Organisation et Communication (groupe permanent)